# سلطان (فلم 2016)
سلطان (بالإنجليزية: Sultan) هو فيلم هندي صدر في العام 2016، من إخراج علي عباس ظفر وإنتاج شركة ياش راج فيلم والمنتج أديتيا شوبرا بطولة الممثل سلمان خان وأنوشكا شارما ورانديب هودا ويمثل سلمان خان دور مصارع في الفيلم
 حيث قبل ان يصبح مصارعا كان يشتغل في مجال الاقط الهوائي ليلتقي بعدها بالبطلة ارفا التي كانت مصارعة أيضا ووقع في غرامها حيث ذهب عند والدها وطلب منه يصبح مصارعا لكن اصراره اقوى خصوصا بعد اهانة ارفا له لكونه اميا ولا هدف له في الحياة ليصبح من اقوى المصارعين وحقق سلسة نجاحات متتالية تم طلبت من ارفا الزواج وتزوجا واثناء حملها، ذهب سلطان للالمبياد عند اقتراب الولادة وطلبت منه ارفا البقاء لكنه اصر وعاد ووجد ابنه مات لاحتياحه للدم الذي كانت زمرته عند والده فقط بعد 8 سنوات يظهر سلطان وقد اهمل رشاقته ويشتغل في إحدى الادارات وفراقه عن ارفا جعله يجمع جميع مداخيله من اجل إنشاء بنك دم في القرية

## طاقم الممثلين
- سلمان خان
- أنوشكا شارما
- رانديب هودا

## الاغاني
1. baby ko bass bassand hai
2. jag ghoomeya
3. 440 volt
4. sultan
5. sachi muchi
6. Bulleya
7. tuk tuk
8. (jag ghoomeya (female
9. rise of sultan

## روابط خارجية
- مقالات تستعمل روابط فنية بلا صلة مع ويكي بيانات

لا توجد روابط لمواقع التواصل الاجتماعي.